# Holy Wars
| Recensione | Giudizio |
| ---------- | -------- |
| AllMusic   |          |

Holy Wars è un album del gruppo di musica sperimentale statunitense Tuxedomoon pubblicato nel 1985.

## Tracce
1. The Waltz – 5:11 (S. Brown, Peter Principle)
2. St-John – 4:33 (Tuxedomoon)
3. Bonjour Tristesse – 5:28 (S. Brown, Peter Principle)
4. Hugging the Earth (H.T.E.) – 4:02 (S. Brown, Peter Principle)
5. In a Manner of Speaking – 3:30 (Winston Tong)
6. Some Guys – 4:58 (S. Brown, Peter Principle)
7. Holy Wars – 6:44 (S. Brown, Peter Principle, Winston Tong)
8. Watching the Blood Flow – 5:11 (S. Brown, Blaine L. Reininger)
9. Egypt – 4:57 (Steven Brown, Peter Principle)
10. Soma – 5:42 (Winston Tong)